# ラスト・イグジット (フリー・ジャズ・バンド)
ラスト・イグジット (Last Exit)は、エレクトリックギタリストのソニー・シャーロック、ドラマーで時としてボーカルも担当したロナルド・シャノン・ジャクソン、サックス奏者のペーター・ブロッツマン、ベーシストのビル・ラズウェルで構成されるフリー・ジャズ・スーパーグループである。彼らは1986年から1990年代初頭にかけて活躍し、主にヨーロッパで録音されたライブ・アルバムをリリースした。1994年のシャーロックの死によってバンドは解散したが、彼の死の数年前からツアーは行われていなかった。このバンドは、1970年代に存在したイギリスの同名フュージョン・バンドとは無関係である。

## 略歴
バンドは、妥協を許さない音楽の獰猛さで知られており、バンド・メンバーの拮抗する演奏によって後押しされていた。グレッグ・コットは、「ほとんどのロック・バンドを飼いならすほどの音量と暴力」のレベルをもたらしたと書いている。彼らの音楽は大部分が即興で演奏された。ジョン・デュガンは、「ある人物の自由な即興演奏は、別の人物にとって無秩序な混沌であるが、ラスト・イグジットは、主に個々のスキルによって、実にまれな芸術的な手コキにより下界へと絶壁から落ちただけなのである……演奏は複雑であり、大胆かつ冒険的で、ところどころに面白く、そしておそらく最も重要なのは、行動による音楽民主主義への賛辞となっているところです」と書いた。
ほとんどのジャズ・バンドよりも（そしておそらくほとんどのフリー・ジャズ・グループよりも）はるかに騒々しいラスト・イグジットは、よりオープンな心を持ったハードコア・パンク・ファンの中に控えめな支持者を見つけた。バンドは5枚のライブ・アルバムをリリースした。そのうちの1枚にはハービー・ハンコックと坂田明のゲスト出演が含まれている。彼らのアルバムのほとんどはEnemy Recordsからリリースされたが、バンドの唯一のスタジオ作品である『Iron Path』はヴァージン・レコードのサブレーベルであるVentureからリリースされた。ラズウェルのスタジオの空気で強化されたアルバム『Iron Path』からは、バンドのやや抑制された音楽を発見できる。そこでは、スタジオのテクスチャーと実験に重点を置かれており、彼らの猛烈なライブ・サウンドはほとんど含まれていない。
ラスト・イグジットのアルバムのほとんどは何年も絶版になっている。しかし2005年に、Atavistic Recordsが「Unheard Music Series」としてアルバム『Köln』を再発した。『Köln』で聴けるマテリアルは、1986年2月12日にドイツで録音された。これは、セルフタイトルのデビュー・アルバムとしてリリースされることとなったパリにおけるコンサートの4日前に録音されたものである。

## ディスコグラフィ

### スタジオ・アルバム
- Iron Path (1988年、Venture)

### ライブ・アルバム
- 『ラスト・イグジット』 - Last Exit (1986年、Enemy)
- 『ザ・ノイズ・オブ・トラブル ライブ・イン・トーキョー』 - The Noise of Trouble: Live in Tokyo (1986年、Enemy)
- 『ライン・オヴ・ファイヤー (カセット・レコーディング '87)』 - Cassette Recordings '87 (1988年、Enemy) ※1995年に『フロム・ザ・ボード』 -From The Boardとして再発
- Köln (1990年、ITM) ※1986年録音
- Headfirst into the Flames: Live in Europe (1993年、MuWorks) ※1989年録音

### コンピレーション・アルバム
- The Best of Last Exit (1990年)
- 『ニッティング・ファクトリー4』 - Live At The Knitting Factory, Vol. 4 (1990年) ※オムニバス・アルバム。「The Sprawl」を収録